# Stomatorhinus polli
Stomatorhinus polli är en fiskart som beskrevs av Matthes, 1964. Stomatorhinus polli ingår i släktet Stomatorhinus och familjen Mormyridae. IUCN kategoriserar arten globalt som livskraftig. Inga underarter finns listade i Catalogue of Life.